# D’Arcy (Familie)

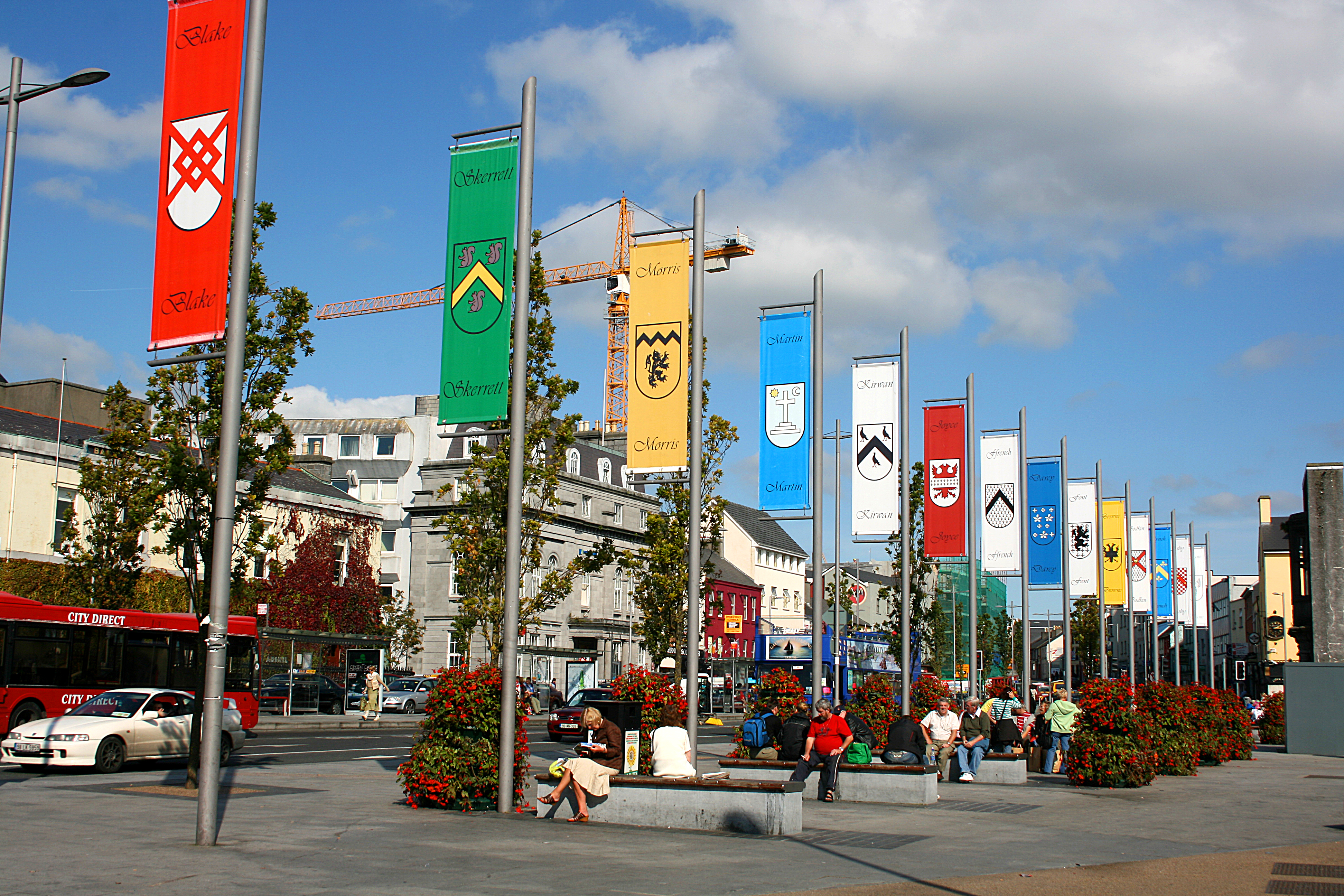
Die Fahnen der Tribes am Eyre Square

Die Familie D’Arcy aus Galway ist eine jener 14 Familien, die die Stämme von Galway (englisch Tribes of Galway) genannt werden und über Jahrhunderte die Stadt und das Umland im irischen County Galway beherrschten. Die D’Arcy sind eine französische Familie, die vom Chateau D'Arcie nahe Paris stammt, das später der Familie Semur gehörte. Sie dürfen nicht mit den Darcy verwechselt werden, die gälischen Ursprungs sind. Norman D’Arcy kam mit Wilhelm dem Eroberer nach England. Im 14. Jahrhundert siedelten seine Nachfahren in Irland, wo die Familie zu einer der mächtigen in der Stadt Galway wurde.
Die Familie wird in den Annalen des englischen und französischen Königreichs erwähnt. Ihre Abstammung wird von David D’Arcy abgeleitet. Sein Sohn Christopher starb bei einem der Kreuzzüge in Palästina. Von ihm stammt Sir John D’Arcy (vor 1284–1347) ab, der von Edward II. 1323 zum Richter von Irland ernannt wurde. Er heiratete Jane, eine der fünf Töchter von Richard Og de Burgh, 2. Earl of Ulster. Auf diese Verbindung gehen die irischen D'Arcies zurück.
Die Galwayer Familie stammt von James D’Arcy Riveagh ab, der während der Herrschaft von Elisabeth I. beträchtlichen Einfluss hatte. Von ihm stammen auch die D’Arcy Familien in Kiltullagh und Newforest (County Galway), sowie die Familien in Gorteen und Houndswood im County Mayo ab.
Nachfahren der Familie leben immer noch in und um Galway und im County Mayo.
Ein Kreisverkehr in Galway ist nach der Familie benannt.